# ANBO II
ANBO II byl dvoumístný vzpěrový hornoplošník, který byl určen pro počáteční výcvik pilotů. Byl poháněn vzduchem chlazeným hvězdicovým pětiválcovým motorem Walter NZ-60. Letoun navrhl pilot ing. Antanas Gustaitis . První zkušební let byl proveden v 10. listopadu 1927. Až do roku 1934, kdy byl odepsán po havárii, jej používaly Litevská armáda a od roku 1931 litevský aeroklub. Byl postaven jediný exemplář.

## Vznik a vývoj
Na konci roku 1925 byl A. Gustaitis vyslán do Pařížské letecké školy a strojírenství, aby si prohloubil své znalosti a získal nové vědomosti. Studuje, která letadla by podle jeho vlastních návrhů mohla být postavena a využívána litevským vojenským leteckým seminářem. Protože jsou výcviková letadla levnější, A. Gustaitis se rozhodl začít s nimi. Na počátku roku 1927 se seznámil s možnými typy motorů o nižším výkonu a vytvořil první náčrt nového cvičného letadla. V únoru 1927 napsal z Paříže dopis náčelníkovi vojenského letectví s nákresem navrhovaného letounu. Velitel leteckého parku mjr. Shimoliūnas mu odpověděl dopisem, v němž uvedl, že šéf letectví souhlasí s tím, aby podle jeho výkresů bylo letadlo postaveno. Stavba začala v létě 1927 a letadlo bylo téměř dokončeno do tří měsíců. Chyběl mu však motor. V prvních dnech listopadu byl motor konečně dodán a nainstalován. Antanas Gustaitis provedl svůj první let s ANBO-II 10. listopadu 1927.

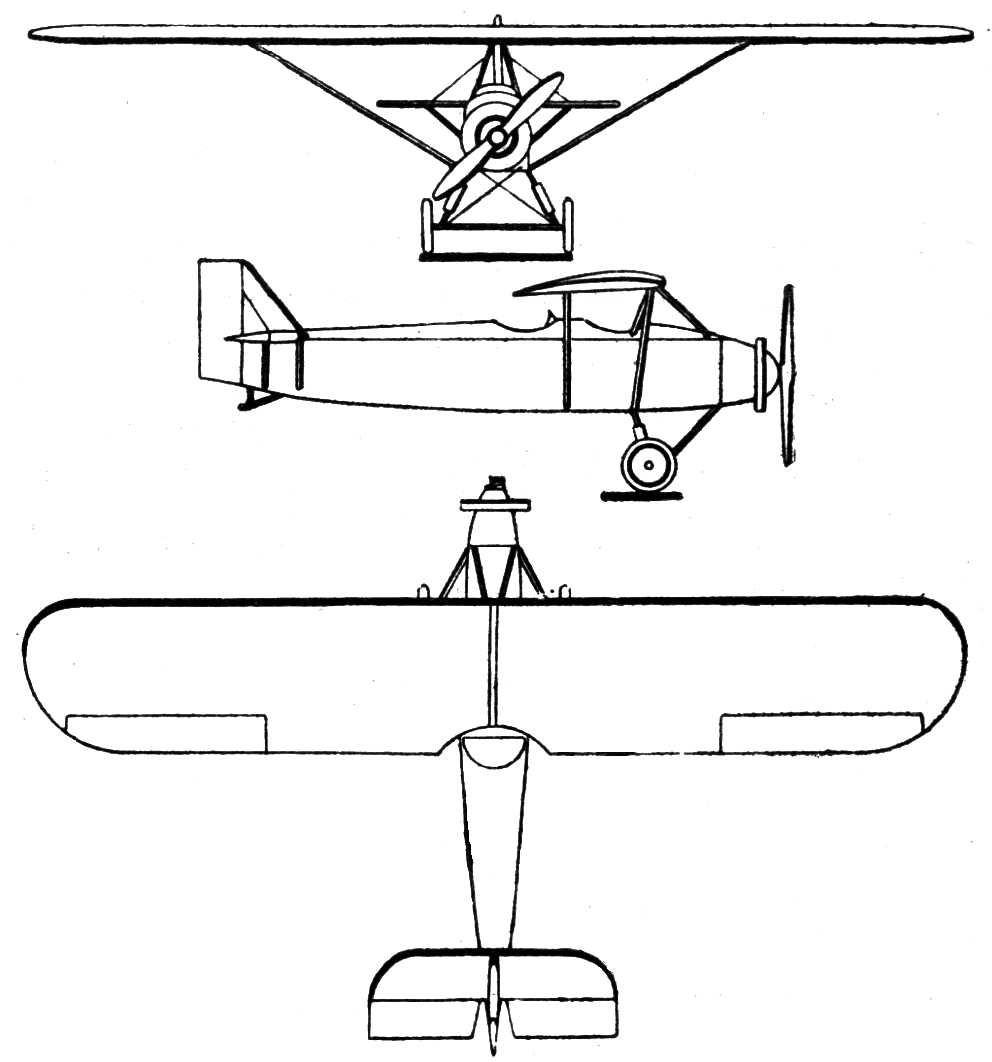
ANBO II, 3-prostorová skica (Les Ailes, 23. prosinec 1928)

## Popis letounu
ANBO II byl jednoplošník smíšené konstrukce, jehož křídlo bylo vyrobeno ze dřeva a pokryto plátnem. Křídlo s tlustým profilem bylo k trupu připevněno šesti vzpěrami (parasol, čtyři vzpěry vpředu a dvě vzadu) a dvěma páry profilovaných ocelových trubek přichycených ke spodní části trupu. Kostra trupu obdélníkového průřezu byla svařena z ocelových trubek, jinak byla konstrukce ze dřeva. Horní část trupu měla konvexní tvar. Stabilizační a kýlové plochy byly vyrobeny z duralu a potaženy látkou. Motor byl od trupu oddělen ocelovou protipožární přepážkou. Motorový kryt protažený až ke kabině byl z hliníkového plechu. Klasický dvoukolový pevný podvozek, zadní část podvozku tvořena pouze ostruhou.

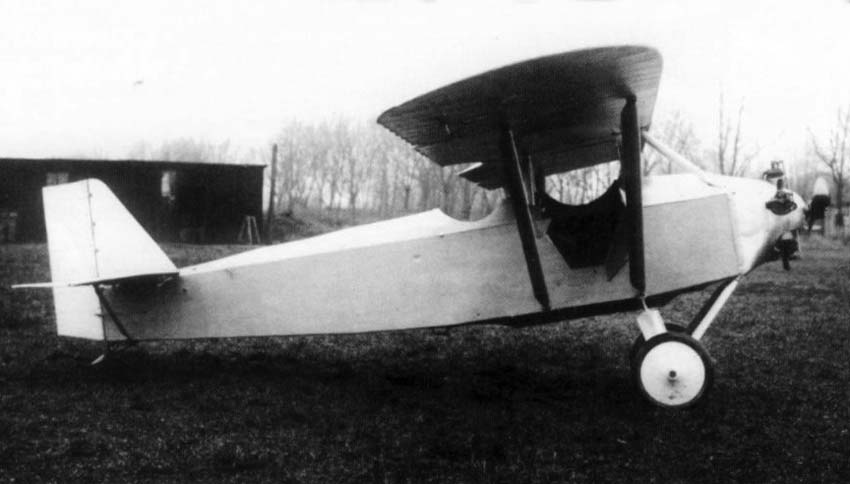
ANBO II (Letectví 8/1928)

ANBO II byl poháněn vzduchem chlazeným, hvězdicovým motorem o nominálním výkonu 60 HP, který poháněl dvoulistou dřevěnou vrtulí o průměru 2,06 metru. Obsah palivových a olejových nádrží, umístěných v trupu za motorovou přepážkou, dovoloval vytrvalost 7 hodin letu. ANBO II byl mnohem ekonomičtější než německé letouny z první světové války, které v té době používalo litevské letectvo (např. Albatros B.II), byť s menším výkonem, ale bylo rychlejší a ovladatelnější.

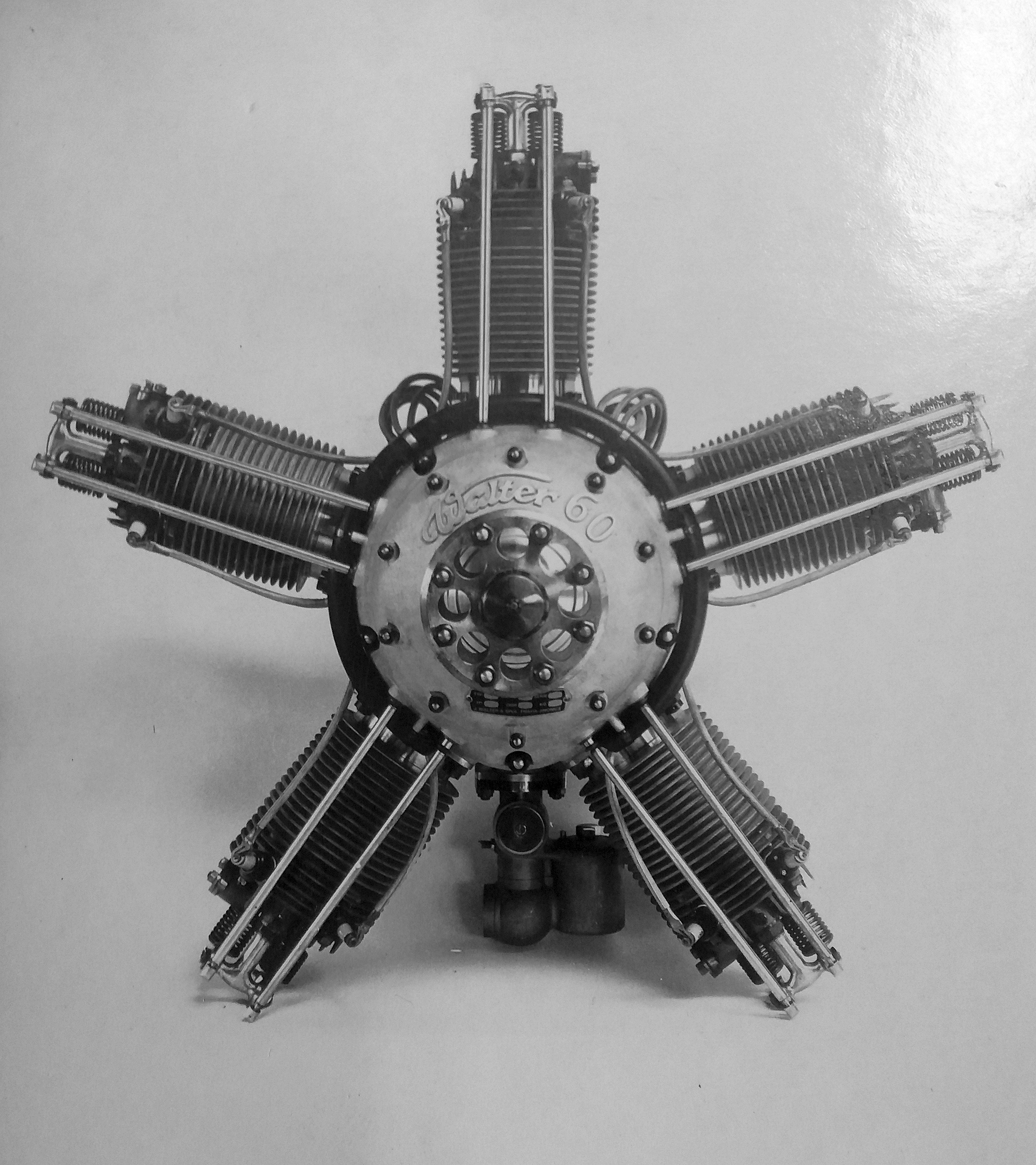
Walter NZ-60

## Operační historie
Letoun sloužil jako cvičný letoun pro mladé vojenské piloty (1927-1931). Po generální opravě (výměna motoru za typ o výkonu 70 HP) v roce 1931 byl darován litevskému aeroklubu a sloužil při výcviku civilních pilotů. V litevském aeroklubu byl tento letoun téměř 4 sezóny. V létě 1934 (26. srpna) došlo k katastrofě. Letadlo havarovalo pádem z výšky a pilot Vaclovas Juodis zahynul. Důvodem byla nezkušenost pilota a hrubé pilotní chyby. Došlo k přetížení křídel s mnoha negativními násobky a v důsledku toho k destrukci křídla.

## Dochované exempláře
Jediný vyrobený letoun byl zničen při havárii v roce 1934. V letech 2012-2016 byla však postavena létající replika tohoto stroje. Stavbu provedli Rolandas Kalinauskas (konstruktér) a Arvydas Šabrinskas (projektový manager). Vzhledem k tomu, že nebylo možné zajistit původní motor Walter byl použit ruský motor Švecov M-11 s podobnými parametry jako měl Walter NZ-60. První zkušební let obnoveného letounu se uskutečnil 18. října 2016. Letadlo je umístěno na litevském letišti Pociūnai nedaleko Prienai a je využíváno na leteckých přehlídkách. Létají s ním oba autoři repliky oděni do dobových uniforem litevského letectva z 20.- 30. let 20. století. První let repliky ANBO II se uskutečnil téměř přesně 75 let po smrti A. Gustaitise, který byl v 16. října 1941 zastřelen v moskevském vězení.

## Uživatelé
- Litva
  - Litevské letectvo (Karo Aviacijos Tiekimo Skyrius, Divize zásobování vojenského letectví)
  - litevský aeroklub

## Specifikace
Údaje dle

### Technické údaje
- Posádka: 2 (instruktor a žák)
- Rozpětí: 10,72 m
- Délka: 6,75 m
- Výška: 2,20 m
- Nosná plocha: 20,0 m²
- Hmotnost prázdného letounu: 280 kg
- Vzletová hmotnost: 550 kg
- Pohonná jednotka: vzduchem chlazený hvězdicový pětiválcový motor Walter NZ-60
- Výkon pohonné jednotky:
  - vzletový: 75 k (55 kW) při 1750 ot/min
  - jmenovitý: 60 k (44 kW) při 1400 ot/min
- Vrtule: dvoulistá dřevěná s pevnými listy o průměru 2,06 m

### Výkony
- Maximální rychlost: 160 km/h
- Cestovní rychlost: 132 km/h
- Nejmenší rychlost: 60 km/h
- Dostup: 3 500 m
- Vytrvalost: 7 h
- Stoupavost: 2,1 m/s, 8 min. do 1000 m